# 瀧澤宏臣
瀧澤 宏臣（たきざわ ひろおみ、1973年9月13日 - ）は、山形県米沢市出身の元アルペンスキー及びフリースタイルスキーモーグル、スキークロス選手。

## プロフィール
身長：177cm、体重：85kg、足のサイズ：26cm。使用スキーメーカーはHEAD（ヘッド）。
山形県立山形中央高等学校、近畿大学時代までアルペンスキー選手として活躍。高校1年から全日本ナショナルチームに所属。高校3年生でシニアBチーム昇格。この時回転種目で年代別世界ランキング1位となった。1995年（大学4年）時に突如アルペンスキーからモーグル競技に転向し、長野オリンピック代表候補までのぼり詰めたが、直前の怪我のため出場ならず。
2000年3月でモーグル競技引退。翌シーズンかあ当時はオリンピック種目でもなく、またFISワールドカップシリーズ戦もなかったスキークロス競技へ転向した。
2001年1月アメリカで開催される世界最大のアクションスポーツイベント、ウインターエックスゲームズにおいてウルトラクロス（現在は消滅種目）でプロスノーボーダー、ショーン・パーマーとペアを組み、ウインターエックスゲームズ史上初の日本人ゴールドメダル獲得、また2009年にもスキーヤーエックス（スキークロス）でシルバーメダルを獲得した。
2002-2003シーズンよりFISフリースタイルスキー・ワールドカップの新種目となったスキークロス競技初代総合王者の栄冠に輝く。当時日本人でスキーのワールドカップ総合王者となったのはノルディック複合の荻原健司に続いて2人目であった。2006-2007シーズンにも総合3位となっている。FISワールドカップでは2009-2010シーズンまでに3勝を挙げ、通算で9回表彰台に上がった。
各種目でのナショナルチーム在籍歴
- アルペンスキー　1989年4月～1995年3月（6年間在籍）

- フリースタイルスキー（モーグル）1996年4月～2000年3月（4年間在籍）

- 〃　　　　（スキークロス）2000年11月～2014年3月（ナショナルチーム外での活動含）

2001年2月 ウィンターXゲームズ優勝（ウルトラクロス）
2002年-2003年 FISワールドカップ第1戦 8位、FISワールドカップ第2戦2位、FISワールドカップ第3戦優勝、FISワールドカップシーズン 総合優勝
2003年-2004年 FISワールドカップ第2戦 3位
FISワールドカップ第3戦 3位
FISワールドカップ第5戦 3位
FISワールドカップ第7戦 優勝
2004年-2005年 FISワールドカップ 総合18位
2005年-2006年 FISワールドカップ 総合16位
2006年-2007年 FISワールドカップ 総合3位
2009年 ウィンターXゲームズ 2位
2010年、スキークロスが初めて採用種目となったバンクーバーオリンピックに出場。予選を26位で通過したが、決勝トーナメント1回戦3着で敗退。1年間の活動休止期間を経て、2014年ソチオリンピックを目指し選手活動を再スタート。2014年秋　引退を決意し、長年にわたる選手生活にピリオドを打つ。
2018年4月～2020年3月　SAJ Division.3 フリースタイル・スキークロス ナショナルチーム ヘッドコーチ。